# SIV-regeln
SIV-regeln (syra i vatten) är en minnesregel inom kemi som säger att starka syror ska spädas genom att blandas ut i vatten och inte tvärtom. 
Blandningsreaktionen mellan en stark syra och vatten är exoterm. Om vatten sätts till syran börjar det koka med skvättande syra som resultat. Genom att tillsätta syran i vatten i små portioner blir värmeutvecklingen hanterbar.